# Faedo Valtellino
Faedo Valtellino (Faécc in dialetto valtellinese) è un comune italiano di 515 abitanti della provincia di Sondrio in Lombardia, situato a sud del capoluogo.

## Società

### Evoluzione demografica
Abitanti censiti